# Synasellus longicauda
Synasellus longicauda är en kräftdjursart som beskrevs av Pedro Ivo Soares Braga 1959. Synasellus longicauda ingår i släktet Synasellus och familjen sötvattensgråsuggor. Inga underarter finns listade i Catalogue of Life.